# 競輪小僧
競輪小僧（けいりんこぞう、1980年9月10日 - ）は、日本のピン芸人。
千葉県松戸市出身。吉本興業、SMA NEET Projectを経て、現在はフリー。

## 経歴・人物
2000年、吉本総合芸能学院（NSC）東京校6期生として入学。当初はコンビで活動。コンビ名は「ロードランナー」。コンビ解散後、ピン芸人「ハセガワンダー」となる。その後、改名し「競輪小僧」となる。2008年、『あらびき団』（TBS）で「競輪小僧」として出演し、すべるネタを披露する。すべるネタは現在も芸風として続いている。競輪は高校1年生の時、父親に連れられて松戸競輪場で観戦したのが初めて。

## 芸風
世界で唯一競輪をネタにしている芸人というのがキャッチコピー。2003年の競輪CM「♪競輪場へ小池栄子〜」のフレーズに載せて、自転車のハンドルを持ち、競輪場あるあるネタを行う。また、大塚愛の「さくらんぼ」のメロディに載せたフリップ芸もある。その他、競輪に関するフリップ芸を時折披露する。
競輪に関する物真似は、徳島の競輪選手でオグリュウこと小倉竜二のハンドル投げや静岡の競輪選手・深谷知広の発走前の仕草。また、競輪場毎に異なる場内決定放送の違いの物真似も得意としている。一発芸のほとんどが競輪に関係ないネタという掟破りの面もみせる。
本職のお笑いよりも競輪ファンとしての大穴予想の方が人気となり、全国の競輪場イベントで予想会に出演することが多い。収入のほぼ全てを競輪の車券購入に費やしている。
ニコニコ生放送「Gambooちゃんねる」の競輪小僧の競輪缶詰生活が人気。数日間、ネットカフェにこもり競輪をネット投票しつづける。

## 出演作品

### テレビ
- あらびき団（TBS） - 2008年3月12日放送分が最初の出演。その後数回出演する。2009年2月5日放送分に競輪選手の長塚智広が競輪小僧のネタを基にしたネタを披露し、競輪小僧より笑いをとってしまう。
- ブラマヨの自転車王決定戦（日本テレビ、2011年8月7日）
- 競輪LIVE!チャリロトよしもと（BSよしもと、2022年3月21日 - ） - 予想・解説。出演は不定期。

### インターネット動画（YouTube）
- GambooTV「競輪小僧の競輪生活in静岡競輪」 全3話
- GambooTV「競輪小僧の競輪生活2in高知競輪」 全3話
- GambooTV「輪界戦隊ケイリンジャー」 第4話、第5話（ポイステン役）

## ライブ・イベント
- 吉本新喜劇 ツインメッセ静岡（2014年4月12日）
- ニコニコ超会議3 幕張メッセ “超”競輪してみた!@Gambooブース（2014年4月26日・27日）
- ニコニコ超会議2015 幕張メッセ “超”競輪してみた!@Gambooブース（2015年4月25日・26日）